# Adhémar Gelb
Adhémar Maximilian Maurice Gelb (ur. 18 listopada 1887 w Moskwie, zm. 7 sierpnia 1936 w Schömberg bei Calw) – węgiersko-niemiecki psycholog, jeden z twórców szkoły Gestalt.
W 1910 roku ukończył studia psychologiczne w Berlinie; jego nauczycielem był Carl Stumpf. Od 1912 do 1914 roku pracował w Instytucie Psychologicznym we Frankfurcie nad Menem. Od 1915 roku współpracował z Kurtem Goldsteinem. W 1919 roku habilitował się z filozofii i psychologii. W 1924 roku został profesorem nadzwyczajnym. Od 1929 roku kierował Instytutem Psychologicznym we Frankfurcie, w 1931 roku profesor na Uniwersytecie w Halle. Tak jak Goldstein, w 1933 roku stracił posadę z powodu żydowskiego pochodzenia. Opuścił Niemcy w 1934 roku. Ubiegał się o katedrę w Sztokholmie, ale zmarł w 1936 roku w wieku 48 lat z powodu gruźlicy.